# Umbro (marca)
Umbro (LSE: UMB) es una empresa inglesa fabricante de calzado fundado por Wallace y Harold Humphreys en Wilmslow cerca de Mánchester, ropa deportiva y otros productos relacionados con el fútbol, el deporte en general y la moda, siendo sus productos vendidos en más de 90 países de todo el mundo. Su sede principal está ubicada en Cheadle, Gran Mánchester.
En octubre de 2007 fue comprada por su competidora estadounidense Nike. A finales de 2012 Nike la vendió a Iconix Brand Group.
Umbro es la actual proveedora de ropa deportiva de las selecciones de: Aruba, Turkmenistán, Jamaica, El Salvador y Guatemala. Además viste a 88 clubes profesionales de ligas de Europa, América y Asia.

## Historia

### Inicios

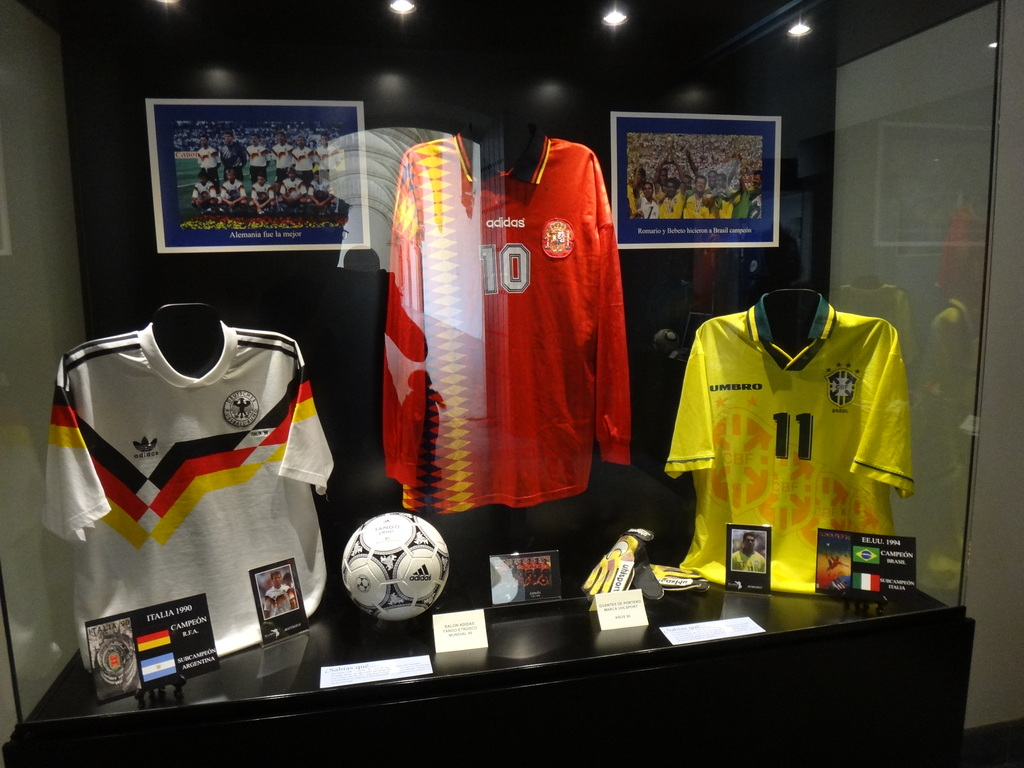
Umbro es una de las marcas de indumentaria deportiva más reconocidas a nivel mundial.

La compañía fue fundada en 1920 en Wilmslow, Cheshire como Humphreys Brothers Clothing. En 1924 cambió su nombre a Umbro, una contracción del nombre anterior Humphreys Brothers.
• 1924 - Harold Humphreys establece Umbro con su hermano Wallace
• 1934 - Umbro abastece equipaciones a los finalistas de la FA Cup, y por lo menos un equipo en la final de la próxima década. Para ayudar al esfuerzo de la guerra, las fábricas de Umbro se utilizan para hacer los uniformes de las fuerzas británicas, e incluso hacer accesorios para el interior de bombarderos Lancaster.
• 1961 - Umbro comienza a vender las innovadoras botas de fútbol de Adidas en el Reino Unido, parte de un acuerdo exclusivo con la compañía alemana.
• 1966 - 15 de los 16 equipos en la Copa del Mundo de Inglaterra están equipados con la marca de Umbro. Solo la Unión Soviética, que había accedido a llevar equipación de esta marca, no cumplió con el acuerdo. Al mismo tiempo, Umbro está suministrando kits para 85% de los clubes británicos.
• 1967 - Celtic FC se convierte en el primer club británico en ganar la Copa de Campeones de Europa, utilizando kits de Umbro.
• 1970 - Umbro crea sus camisas estilo 'aztecas' para la Copa del Mundo.
• 1977 - Liverpool FC gana una liga y las dos Copas de Europa de clubes, el inicio de su década de éxito en el fútbol. Gran parte de este período con la marca de los rombos.
• 1980 - un período de expansión masiva de Umbro, como el crecimiento de la popularidad del fútbol en los EE. UU. y el éxito de la corta entre los niños estadounidenses de Umbro.
• Década de 1990 - AFC Ajax de Ámsterdam, gana la Liga de Campeones de la UEFA y la Copa Intercontinental en 1995 vistiendo la marca.
El Real Club Deportivo de La Coruña, club español, vistió la marca entre los años 1992 y 1997, en la era conocida como  Superdépor , consiguiendo en 1995 el primer gran título de su historia: la Copa del Rey.
Manchester United se convierte en la fuerza dominante en el fútbol Inglés, coronado por su triple éxito en 1999 - también usando equipación Umbro. Además se logra un acuerdo para vestir a la Selección de fútbol de Brasil para ayudar a cimentar su lugar en la cumbre del fútbol mundial, y ganar su cuarta Copa del Mundo. Otra selección de fútbol latinoamericana, Colombia, vivió una espectacular época utilizando equipaciones de la marca inglesa desde 1993 hasta 1997.
• Década de 2000 - Continúa el suministro de kits para muchos equipos del continente americano, Umbro fue comprada por Nike en 2008 y vendida a Iconix Brand a finales de 2012. La revitalización de la marca, Umbro lanzó su diseño estilo "Tailored" empezando en 2009 y han extendido el concepto a todos los equipos suministrados por dicha marca, se logra proveer equipación con el novedoso estilo a clubes como el Club Nacional de Football, Independiente Santa Fe, Junior de Barranquilla, Liga Deportiva Universitaria, Universitario de Deportes, Colo Colo, Deportivo Cali, Club Sport Herediano, Club Deportivo Universidad Católica, Estudiantes de La Plata, Atlético Tucumán, Vélez Sarsfield, entre otros.

### Venta a Nike
El 19 de octubre de 2007, JJB Sports adquirió una participación del 10,1% en Umbro, en una medida para proteger a su participación en el mercado de camisetas de fútbol de Inglaterra. El 23 de octubre de 2007 se anunció que Umbro había acordado su venta a Nike. El consejo de Umbro recomendó a sus accionistas que votaran a favor del planteamiento, ya que se ofrecía un precio muy competitivo para la empresa. El precio de las acciones de Umbro en el momento de la oferta era cerca de 130 P. El acuerdo fue aprobado por los reguladores en diciembre de 2007.
Nike, en noviembre de 2008, adquirió la marca Umbro en una operación que valoró a la firma inglesa en 285 millones de libras esterlinas (340 millones de euros o 580 millones de dólares). Umbro vio en esta compra una oportunidad para ampliar su negocio internacional. La marca deportiva tuvo que perfilar sus expectativas de beneficios para 2008 ante la caída en las ventas de la camiseta de la Selección de fútbol de Inglaterra
Umbro ha accedido a la propuesta de Nike tras valorar que su rendimiento financiero tendrá menos desequilibrios al pasar de un año con un gran torneo de fútbol (como un Mundial o la Eurocopa) a otro sin torneos de ese tipo.

### Recompra por Inconix Brand Group
Nike vendió a Umbro en el mes de mayo de 2012 por un precio de 174 millones de euros a la principal compañía estadounidense de gestión de marcas en el mundo Iconix Brand Group.

### Filosofía
El objetivo del fundador de la firma era hacer unas equipaciones preparadas para el deporte y que a la vez tuvieran estilo, llamado tailoring, que se sigue haciendo.

## Productos

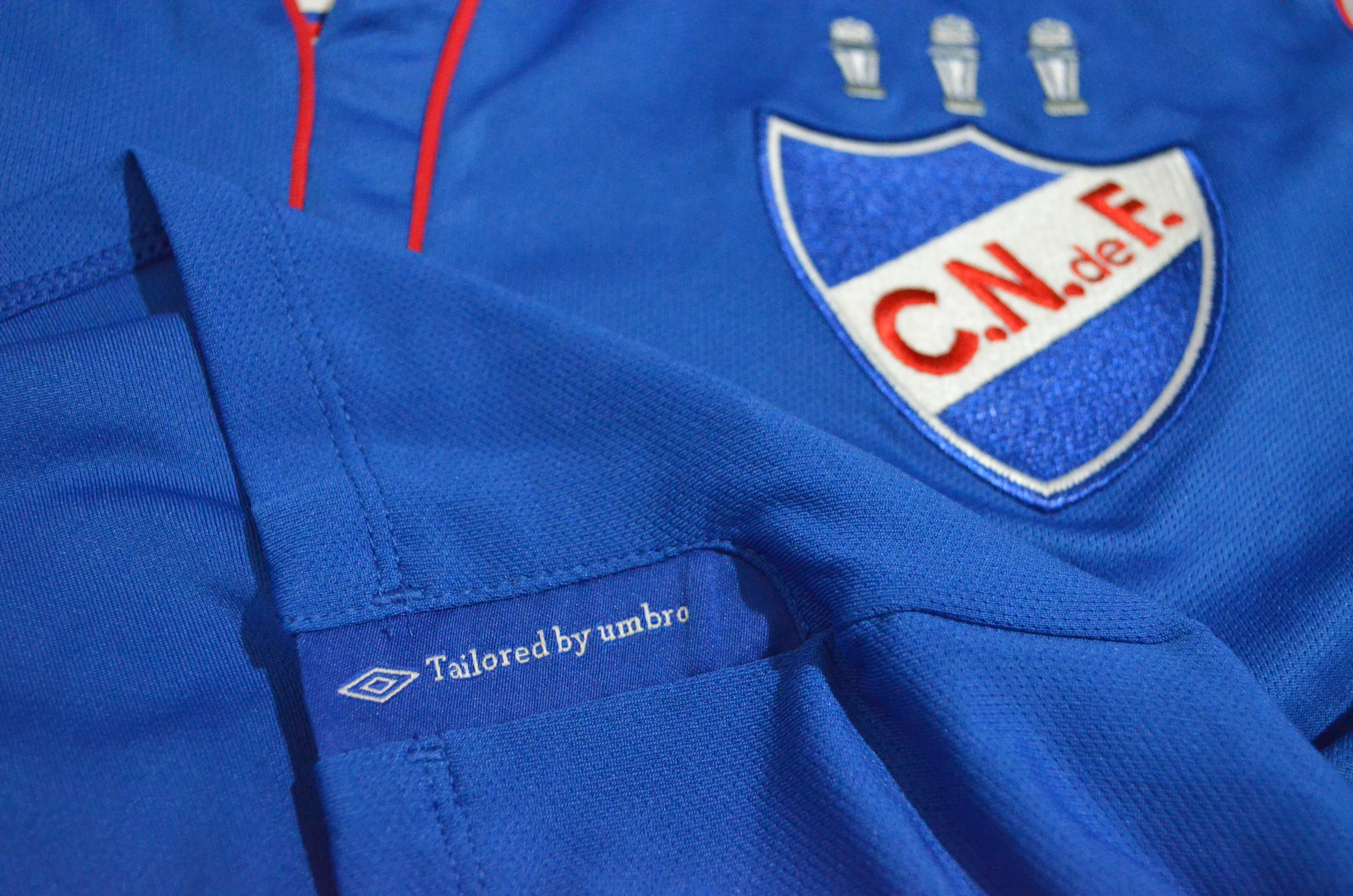
Todas las equipaciones realizadas por Umbro, llevan la inscripción "Tailored by Umbro".

Hasta mediados de 1980, la compañía fabricó sólo ropa deportiva, camisetas de fútbol, en particular, los pantalones cortos y calcetines, pero no tenía rango de calzado. Finalmente, en 1985, Umbro decidió introducir su primera bota de fútbol en el mercado brasileño. Este diseño, más barato que los productos de marcas de arranque existentes, tales como Adidas, resultó ser popular y entró en producción en masa a nivel internacional dos años más tarde.

Umbro también se fabrica un popular estilo de pantalones cortos, que alcanzó su punto máximo a finales de 1980 y principios de 1990. Estaban hechas de nailon, tenía una cintura con cordón y, a menudo venía en colores brillantes. Con el crecimiento de juveniles de fútbol (soccer) en la ligas de Estados Unidos en los años 1980, muchos jóvenes, adolescentes y adultos jóvenes comenzaron a usar como ropa de diario. Como el fútbol en sí, que eran igual de popular entre ambos sexos. En el apogeo de la moda, otras marcas de pantalones cortos de fútbol, tales como Adidas, Diadora, Hummel, Lotto y Mitre, también se hizo popular.

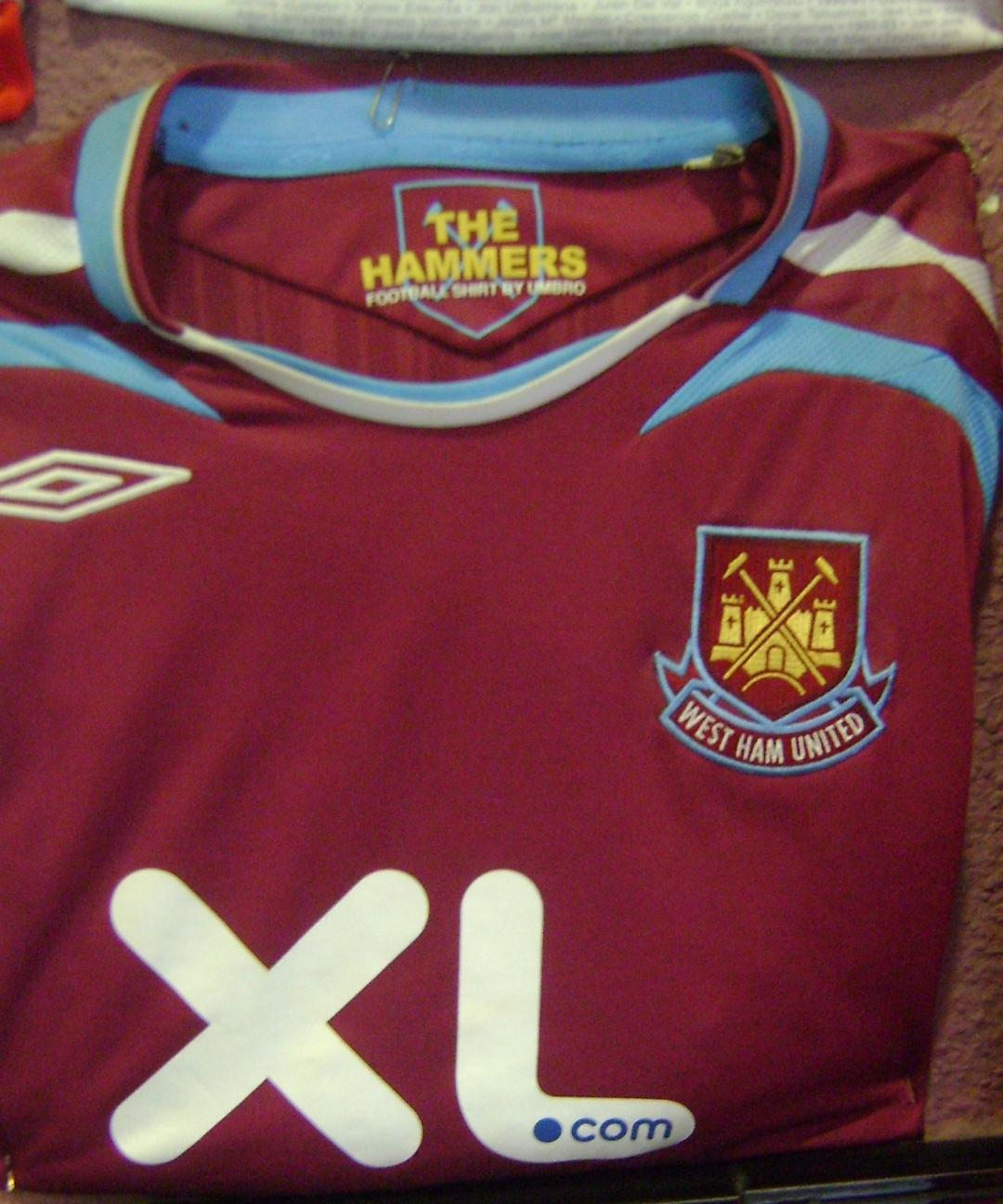
Camiseta de West Ham United (Inglaterra) confeccionada por Umbro.

Sus principales competidores en este mercado son Reebok, Adidas, Nike, Puma, y la empresa italiana Lotto. Umbro en la actualidad fabrica todo tipo de ropa deportiva ropa incluyendo ropa de entrenamiento y botas de fútbol. La compañía es también un actor importante en la fabricación de equipo para algunos de los mejores equipos del mundo. Las innovaciones recientes en el departamento de Umbro de bota de fútbol incluyen la Bota de SX. Deco ha estado jugando en las botas que son visualmente impactantes, con colores diferentes para cada pie, lo que refleja el lado izquierdo (lógica, asertiva) y derecho (intuitivo, creativo y apasionado) lados de la cerebros. El arranque usa Michelin de neumáticos de fabricación relacionados con la tecnología que, se afirma, mejora el control de hasta un 90%, aunque esto es improbable.[cita requerida] Versiones más recientes de Umbro incluyen el arranque de Stealth, usado por los jugadores como Gael Clichy y de Phil Jagielka, y publicado en una serie de colores brillantes. El GT Umbro, lanzado en julio de 2010, es usado por el delantero de Aston Villa, Darren Bent. Se dice que ser el más ligero de arranque cada vez Umbro. 06 2011 vio el lanzamiento del Pro Umbro Geometra. Similar en muchos aspectos a CTR360 empresa matriz de Nike, estas botas de fútbol se han diseñado para los mediocampistas creativos, y su aval principal es el Liverpool y la selección sub-21 centro-mediados de Jordan Henderson. Los productos de Umbro han sido ratificadas por muchos atletas profesionales de todo el mundo.